# 이익 (실학자)
이익(李瀷, 1681년 10월 18일~1763년 12월 17일)은 조선시대 후기의 문신, 사상가, 철학자, 실학자, 역사가, 교육자로 조선 영조 때의 남인(南人) 실학자이다. 자는 자신(自新), 호는 (星湖)이며, 본관은 여주이다. 의정부좌찬성을 지낸 이상의의 증손이고 대사헌 이하진(李夏鎭)의 아들이다. 실학자 반계 유형원에게는 외6촌 동생이 되나, 생전 한번도 만나본 적이 없다.
섬계 이잠(剡溪李潛)에게 수학하다 송곡 이서우의 문하에서 수학하였다. 숙종 31년(1705년) 증광과에 합격하였으나, 그의 형 이잠(李潛)이 당쟁으로 희생된 후 관직을 사양하고 학문연구와 후학 교육에 전념하였다. 홀로 학문 연구에 진력하다 미수 허목과 아버지 매산(梅山) 이하진(李夏鎭), 반계 유형원 등을 사숙하였고, 이후 학문적으로 일가를 이루어 근기남인 최대의 학파인 성호학파를 형성하였다.
영조는 그의 명성을 듣고 영조 3년(1727년) 선공감가감역(繕工監假監役)으로 임명했으나 사양하고 저술에 힘쓰는 한편 학문 연구와 후학 교육에 전념하여 안정복, 윤동규, 신후담, 이중환 등을 배출하였고, 그의 학통은 채제공, 정약용, 이가환, 이현일 등으로 이어졌다. 안정복의 동사강목 편찬을 후원하며 자료를 구해주는 등의 도움을 주었다.
남인의 여러 학파들의 마지막 공동 조상으로, 그의 제자들 대에서는 남인 성리학파와 남인 실학파, 공서파와 신서파 등의 여러 계파가 분리되었다. 또한 천주교와 서학의 수용에 개방적이었던 그의 학풍을 둘러싸고 제자들 간에는 성호좌파와 성호우파의 분열이 일어나기도 했다. 섬계 이잠(剡溪李潛), 송곡 이서우(松谷李瑞雨)의 문인이다. 경기도 출신.

## 개요

### 생애 초반

#### 출생과 가계

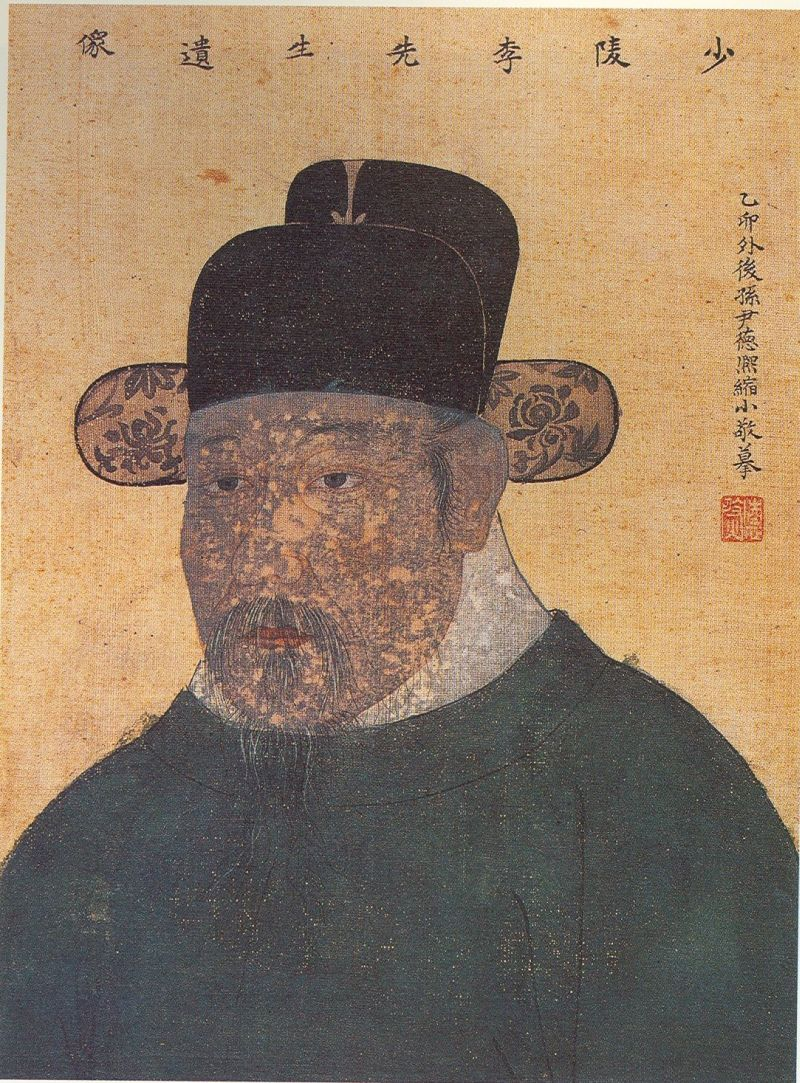
증조 할아버지 소릉 이상의

성호 이익은 1681년 아버지 매산 이하진(李夏鎭)의 유배지인 평안도 운산(雲山)에서 아버지 이하진과 어머니 권씨의 아들로 태어났다. 그에게는 다섯 명의 형이 있었다. 그러나 아버지와 선대의 고향은 경기도 안산이고 운산은 아버지의 유배지였으므로 그는 경기도 출신으로 본다. 8대조 이계손(李繼孫)이 성종 때에 병조판서, 지중추부사 등을 지내면서 가세를 일으켰다. 아버지 이하진은 남인 중진 문신으로 예송 논쟁 당시 윤휴와 허목, 윤선도, 홍우원의 견해를 지지했고, 그가 태어날 무렵 경신대출척으로 유배생활 중이었다.
반계 유형원에게는 외6촌 동생이 되나 59세의 나이 차이가 난다. 이는 이익의 증조부 이상의(李尙毅)는 광해군 때 의정부좌찬성을 지냈는데 그는 15세에 장남 이지완(李志完)을 얻고, 아들 이지선(李志宣), 이지굉(李志宏), 이지정(李志定), 이지인(李志寅), 이지유(李志裕)를 얻은 뒤에 40세가 넘은 나이에 일곱째 아들 이지안(李志安)을 얻었다. 이지안의 장남 이하진(李夏鎭)의 아들이 성호 이익으로 아버지 이하진이 53세의 고령에 그를 얻었다. 또한 그의 당숙이자 이지완의 아들 이원진은 반계 유형원의 스승들 중의 한 사람이었다.
이익의 가문은 본래 북인(北人) 계열로 증조할아버지 이상의와 재종고모부 유흠이 북인계 사람이었다. 그러나 인조 반정으로 북인이 몰락하면서 유형원은 자신의 스승 미수 허목을 따라 남인 계열로 전향한다. 그의 아버지 이하진 역시 남인이 된다.

#### 불운한 가족사

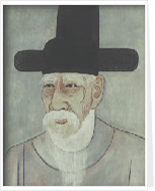
미수 허목
(재종형 유형원의 스승이자 이익 역시 그의 학통을 계승하였다.)

증조부 이상의는 광해군 때 좌찬성까지 이르렀지만 인조반정으로 가계는 몰락하였고, 그 뒤 아버지 이하진이나 6촌 형 유형원은 북인에서 전향하여 남인이 되었다. 이복 형 이해는 성년이 될 때까지 살았으나 아버지보다 일찍 죽었고, 둘째 형은 요절하였고, 셋째 형은 섬계 이잠(李潛)으로 그의 정신적 지주이자 첫 스승이었다. 넷째 형 옥동 이서(玉洞 李漵)는 후사가 없는 셋째 삼촌 이주진의 양자로 갔고, 다섯째 형 이심(李沈)도 후사가 없는 다섯째 삼촌 이명진의 양자로 갔다.
형들 역시 요절하여 맏형 이해는 그가 태어나기 전 아버지 이하진보다도 앞서 요절했고, 셋째 형인 이잠은 후일 노론에 의해 장살당한다. 후사가 없던 이들 두 형의 양자는 그의 다섯째 삼촌 이명진의 양자로 간 이심에게 자녀들이 많아, 이심의 아들들 중 이광휴를 맏형 이해의 양자로, 다른 아들 병휴는 셋째 형 이잠의 양자로 삼게 되었다.

#### 불우한 유년기
북인 가문 출신이던 이익의 아버지 이하진은 숙종 6년(1680년)에 일어난 경신환국(경신대출척)으로 서인들에 의해 숙청된 남인 중진으로 활동하던 문신이었다. 이하진은 김석주(金錫胄)의 비위를 상하게 하여 미움을 받아 유배되었는데, 이익은 이하진의 평안도 운산 유배지에서 태어났다. 후일 그의 스승이 된 이서우는 동지인 이하진을 평하여 '의를 위해 희생되었다'며 추모하기도 한다. 1682년(숙종 8) 여름 아버지 이하진은 향년 55세를 일기로 사망한다. 생후 1년만에 아버지 이하진을 여의고, 선대부터 살던 경기도 안산의 첨성리로 돌아와 홀어머니 슬하에서 자랐다.
이후 20세 차이 나는 형 섬계 이잠(剡溪李潛) 등에 의해 양육되었고, 10세가 되어서도 글을 배울 수 없으리만큼 병약하였으나 그 뒤 셋째 형 이잠에게 글을 배웠다. 22년 연상으로 어버이 같고 스승같던 셋째 형 이잠은 그의 나이 26세 나던 1706년(숙종 32) 진사의 신분으로 서인(西人) 중신(重臣)의 잘못을 비판하고 희빈 장씨의 복권을 청하는 상소를 올렸다가 역적으로 몰리어 형문을 받던 중 곤장을 맞고 장살당했다. 1689년의 기사환국으로 아버지 이하진의 직책은 되돌려 받았지만 1694년의 갑술옥사로 남인이 숙청당하면서 다시 추탈된다.

### 수학과 학문 연구, 후학 양성

#### 수학과 청년기

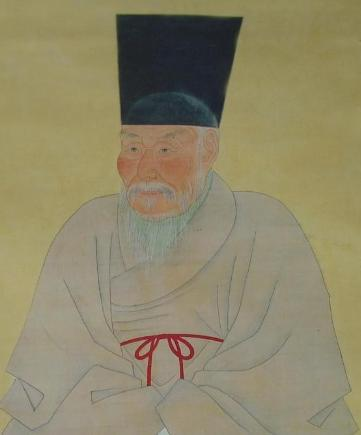
스승의 한 사람인 송곡 이서우

이잠에게 글을 배운 뒤 미수 허목의 문하생인 어느 인물에게 수학한 이후, 별다른 스승을 두지 않고 홀로 학문을 연구하며 미수 허목과 반계 유형원, 아버지 매산 이하진의 학문을 사숙하였다. 그 뒤 1704년 당쟁으로 벼슬을 잃고 학문 연구에 전념하던 송곡 이서우를 찾아가 그의 문인이 되었다. 그러나 송곡 이서우는 5년만인 1709년에 사망하여 그의 문하에서도 짧게 수학하였다. 이후 홀로 독서와 학문 연구에 전념하며 사물을 연구한다.
그의 가계는 비록 당쟁으로 피해를 입긴 했지만, 집안에 대대로 내려온 수천 권에 달하는 책만은 보존되었다.(여기에는 부친 이하진이 1678년에 사신으로 중국에 갔을 때에 구해온 것도 있었다) 이익이 실학에 눈뜨게 된 것은 정치적으로 세력을 잃고 농촌에 은거하면서 백성들의 실상을 목격하는 한편으로 이들 선대로부터 물려받은 장서를 섭렵한 것도 중요한 요인이 되었다는 분석이 있다.
숙종 31년(1705년) 증광과에 응시, 합격하였으나 시소(試所)에서의 주제가 격식에 맞지 않았던 탓으로, 답안지(科紙)에 적은 이름(錄名)이 잘못되었다는 이유로 불합격 처리되고 회시(會試)에 응할 수가 없게 되었다. 1706년 9월 그의 형이자 첫 스승인 이잠(李潛)이 장희빈(張禧嬪)을 변호하는 상소를 올렸다가 역적으로 몰려 투옥당한 뒤 17, 18차의 고문을 받던 중 47세를 일기로 옥사하게 되었다. 이후 그는 과거 시험을 포기하게 된다. 한편 이런 불행을 두고 후일 성호학파 출신인 다산 정약용은 "성호선생께서 집안에 화를 당한 뒤로 이름난 학자가 되셨으니, 권세 있는 부호가의 자제들이 미칠 수 있는 바가 아니다."라고 평하기도 한다.

#### 당쟁과 칩거

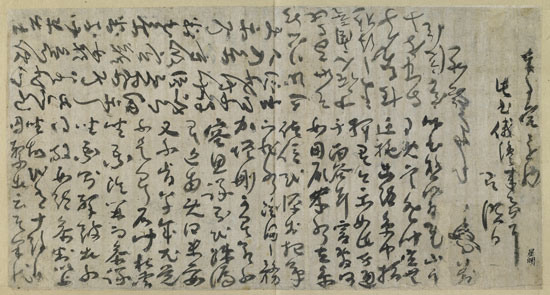
이익의 친필 편지

1706년 형이자 스승이었던 이잠이 당쟁의 여파로 희생된 후 그는 벼슬의 뜻을 버리고 평생을 첨성리에 칩거하였다. 성호(星湖)라는 호수가 있어서 그의 호도 여기에 연유된 것이며, 그의 저택은 성호장(星湖莊)이라 불리게 되었다. 그는 자신의 조상들에게서 대대로 물려받은 토지와 노비, 사령(使令)과 기승(騎乘)을 이어 가지고, 재야의 선비로서 일평생 은둔생활을 할 수 있었다.
넷째 형 이서(李漵)와 사촌 형 이진 등 소수와 교류하며 이후 학문 연구와 후학 양성에 몰두하여, 허목, 윤휴, 유형원, 이서우의 학풍을 계승하여 실학과 성리학의 대가가 되었으며, 현실적인 문제에 대해 비판적인 태도로 고찰하고 그에 대한 개혁안을 제시하였다. 그 자신도 수많은 문하생들을 배출하였다. 실증주의 역사학자로 유명한 순암 안정복과 택리지의 저자인 이중환, 기독교의 사후 세계를 논리적으로 비판한 신후담, 남인 정승 채제공, 천주교를 받아들였다가 화를 당한 이가환, 정약용 등이 그의 문하에서 배출되었다.
그는 가난 속에서도 직접 농사를 지으며 후학을 양성하고, 100권의 서적을 집필하는 등 열정적으로 학문과 생계 모두에 열중하였다. 그는 제자들에게도 직접 농사지을 것을 권고했는데 그의 신념인 '사농합일 (士農合一)'은 곧 '선비는 농사로써 생계를 유지해야 한다'는 주장이었고, 그는 자신의 이론을 직접 실천하였다. 그는 농사를 지었기에 그의 학문에는 농사와 주로 관련된 연구서도 있었다. 또한 그의 견해 중에는 간척사업을 활발히 하여 농토를 늘리자는 의견도 있다.

#### 학문 연구와 후학 양성
1713년(숙종 39) 저서인 《맹자질서》를 완성하였다. 그해 아들 맹휴가 태어나고 본격적인 저술 활동이 시작되었다. 그의 제자들 중 외교관이자 역사학자인 순암 안정복의 재능을 그는 특별히 총애하여 안정복이 문하에서 나간 뒤에도 계속 서신을 주고받으며 그를 지도하였다. 안정복은 자신의 저서들을 출간할 때 특별히 스승인 이익에게도 일부 보내 감수, 교정, 교열을 받았다. 이는 이익이 1763년에 사망할 때까지도 계속되었고, 안정복은 후일 스승 성호의 대표적 저서인 《성호사설》의 간행과 보급에 노력했고, 이를 일부 수정 가필하고 정선한 《성호사설유선》을 편찬하기도 하였다.
특히 천문·지리·의약·율산(律算)·경사(經史)에 많은 업적을 남겼다. 1715년 어머니 권씨마저 병으로 잃은 뒤 3년간 상복을 입었다. 어머니의 복상을 마치고서는 노비와 집기를 모두 형님 댁으로 되돌려 보냈고 가산도 형들에게 넘겼으나, 형제자질에 대한 우애가 지극하여 불평불만하지 않았고, 이후 당쟁으로 몰락한 그의 일가의 정신적 지주가 되었다.
이익은 조선문화의 절정기인 18세기를 살면서 그 변화의 조짐을 읽고 새로운 시대를 열기 위한 학문 탐구에 일생을 바친 남인 실학파의 중심 인물이다. 그의 실학은 ‘성호’라는 거대한 호수에 모인 수많은 제자들에 의해 활짝 꽃피워졌고 계승되었다. 그러나 천주교와 서학의 수용에 개방적이었던 그의 학풍을 둘러싸고 제자들 간에는 성호좌파와 성호우파의 분열이 일어나기도 했다.
남인 중 근기남인 성리학파와 실학파에 속하던 그는 허목, 윤휴의 문인들이던 근기남인 학파 내에서도 다시 학문적으로 대성하여 '성호학파'로 불리는 또 하나의 새로운 학파를 형성하였다. 그리고 그의 제자들 대에서 남인 성리학파와 실학파가 분기되었다.

#### 윤휴, 허목과의 관계

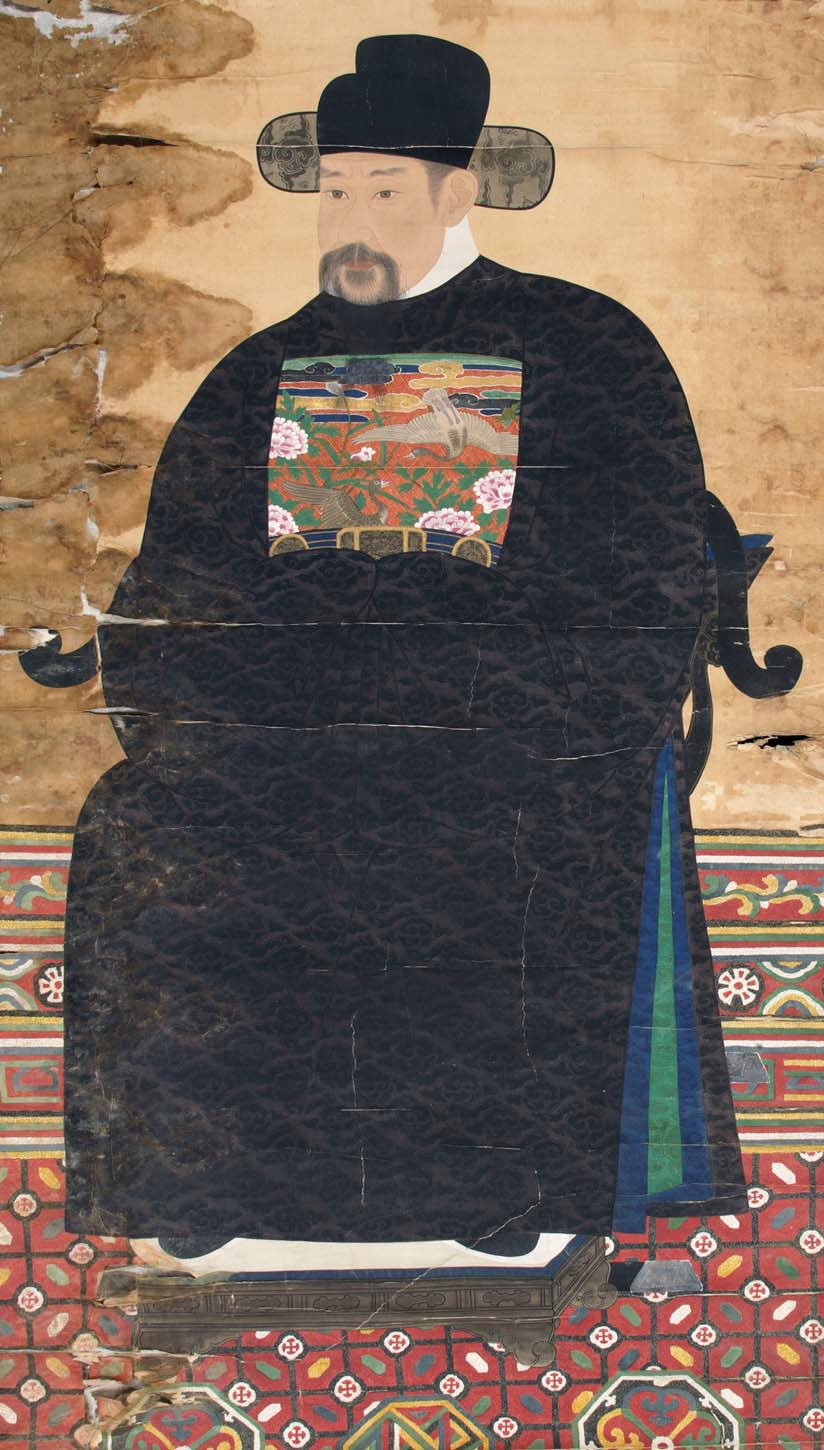
백호 윤휴
(스승 중 한명인 이서우의 스승 중 한명이 윤휴였으므로, 학문상 성호 이익은 윤휴의 손제자가 된다.)

성호 이익의 아버지 이하진을 비롯한 선대 인사들은 대부분 윤휴와 가깝게 지냈다. 이익의 6촌 형님뻘 되는 반계 유형원도 윤휴와 어느 정도 거리를 두면서도 절친한 사이였다. 또한 성호 이익의 스승 중 한사람인 송곡 이서우는 윤휴와 허목 모두에게서 수학하였다. 이에 따라 성호 이익의 문도들 중에는 윤휴와의 연관성을 주장하며 그의 학문을 계승했음을 강조하였다. 그러나 성호 이익은 자신의 학문적 뿌리를 이황에게서 찾으려 했다.
이익 가문의 학문은 17세기까지 북인 계열의 윤휴와 상당히 유사하였다. 이하진이나 이잠 형제, 조하주 등은 윤휴와 학문적으로나 정치적으로 매우 밀접한 관계였다. 이익의 6촌 형인 유형원은 윤휴와 자주 만나며 연락하던 사이였다.
반면 뒷날 이익이 계승한 인물로 평가받는 허목과는 정치적으로나 학문적으로 거리가 있었다. 이때까지 이익 집안의 학문은 성리학적 흐름과는 무관하였으며, 오히려 주희에 대해 매우 비판적이었다.
1699년 이잠은 정시한을 예방하여 가르침을 받았는데, 이는 퇴계학 수용의 증거로 지목된다. 이서는 주희의 경전 해석을 따르면서 이황의 학문을 수용하였다. 이익 단계인 1450년 이후에는 본격적으로 이기심성론과 관련된 저술을 하면서 학파를 개창하기에 이르렀다. 퇴계학을 수용하고 이기심성론과 관련된 성과를 낸 이익은 이제 이황과 자신을 연결하고자 하였다. 그러나 윤휴의 학문이 다소 과격하고 급진적이라는 비판적인 견해가 계속 제기되자 이를 부담스럽게 느꼈던 이익은 학문적 전통을 윤휴에게서 찾던 형 섬계 이잠이나 유형원 등과 달리 허목을 거쳐서 율곡 이이으로 연결하려 했다. 이러한 시도는 [이익의 스승 중 한 사람인 이서우가 허목과 윤휴 모두에게서 수학한 것에서 근거로 삼았다.
1715년에서 1720년 사이 이익은 전대에 거리가 있었던 허목과 이익의 관계를 강조하면서, 허목을 자신이 사숙한 스승으로 규정하였다. 이러한 시도는 퇴계학으로 자정한 상대적으로 보수적인 근기 남인들에게 수용되었다. 한편 이익은 허목의 후학으로 자정한 이후에도 경전해석이나 경세론 분야에서는 여전히 윤휴의 영향을 받고 있었다. 이에 따라 일부에서는 전통적인 윤휴와의 계통을 강조하였는데, 이들은 상대적으로 개방적인 학문 경향을 보였다. 윤휴를 강조하던 인사들이 신유 박해로 몰락하면서 성호 학파의 학통은 오로지 퇴계학과 관련된 내용으로 전승되게 된다. 북인계 학문의 전통을 가진 윤휴에게 영향을 받은 성호 학파는 지속적으로 퇴계학을 수용하면서 새로운 정체성을 찾고자 하였으며, 이는 18세기 후반의 정치적 상황 속에서 완성되었다.
성호 이익의 스승 중 한 사람인 송곡 이서우는 윤휴와 허목 모두에게서 수학하였고, 이익은 학통상으로 윤휴의 손제자뻘이 된다. 그러나 윤휴의 영향을 부담스러워하던 이익은 윤휴를 패리로 규정했지만, 이익의 문도들 중 한 명인 다산 정약용은 훗날 윤휴의 사상이 선명성을 갖춘 정론이고 허목의 견해는 다소 노선이 선명하지 못하다며 윤휴를 정통으로 보기도 했다.

#### 사회 개혁론
성호는 개혁해야 할 대상으로 당쟁의 폐단을 지목하였는데, 당쟁은 서로의 ‘이해(利害)’때문에 생긴다고 했다. 그리고, 당쟁의 폐단을 막을 수 있는 방안을 두 가지로 나눠 제시하였다.

첫째는 붕당의 근원이 과거제도에 있으므로, 인재등용의 방법을 고쳐 문벌이나 당색 중심의 정치를 타파해야 한다는 것이고,

둘째는 생업을 천시하고 관직만을 통해 부귀영달을 꾀하는 양반들의 생리와 생활 태도를 바뀌야 한다는 것이다.

성호는 특히 과거제도의 폐단을 논하고, 인재를 고루 등용하기 위한 대안을 제시했다. 그는 과거 제도가 학문이 뛰어난 인재를 뽑는다는 본래의 취지에서 벗어나 특정 문벌가문과 재력에 의한 신분세습의 수단이 되고 있다고 비판하였고, 일찍이 조광조, 이이, 유형원 등도 과거 제도의 폐단을 지적하고 이를 폐지할 것을 주장했음을 들었다.

- 첫째, 과거만이 유일한 출세의 길이었기 때문에 과거시험 준비에 평생을 소모 하는 폐단이 있는데, 이를 추천제를 통해서 보완하고자 했다.

- 둘째, 시험과목이 너무 문예(文藝)에만 치중하여 실용성이 없는 폐단이 있는 것에 대해, 경학(經學)과 시무(時務)를 묻는 시험과목으로 바꿔야 한다.

- 셋째, 잦은 과거 시험 때문에 합격자가 너무 많아 붕당이 형성되는 폐단이 있으므로 과거시험을 줄여야한다고 하였다.

그는 지나친 출세욕과 관직 욕구가 사회의 생산성을 약화시키고 나라를 망하게 하는 원인이라 진단했다. 과거 시험만이 유일한 대안은 아니며 학문 연구에 전념할 사람은 학문 연구에 전념케 하고, 그렇지 않은 자들은 생산에 종사하게 해야 국가가 바로 돌아갈 수 있다는 견해를 피력하였다. 그러나 그의 이같은 견해들은 양반에게 어떻게 흙과 물을 묻히게 하느냐며 비난을 받게 되었다.

### 만년

#### 정치 개혁론

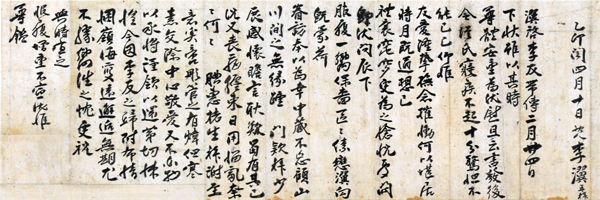
이익의 친필 편지

그는 덕치(德治)를 근본으로 하지만 현실적인 통치수단으로 법을 중요한 도구로 보았기 때문에, 엄격한 법의 시행과 형평에 맞는 판결과 집행, 연좌제 금지 등의 법률 적용 방법을 주장하였다.
그는 국제외교에서도 실리적인 선택으로 사대주의를 주장하였다. 힘의 논리가 지배하는 국제사회에서 사대외교가 약자로서 생존할 수 있는 정책으로 인식, 도덕적 이상주의에 젖은 당시의 대외관을 비판하였다. 현실성이 결여된 이상주의는 꿈을 헤매는 것, 망상이라는 것이었다.
이익은 그 자신의 문집 성호사설에서 조선의 3대 도적으로 홍길동, 임꺽정, 장길산 등을 꼽았다. 그는 정치의 부패가 곧 민생의 파탄을 낳고 이것이 도적을 만드는 원인이라 보았다.
| “ | 숙종 연간에 교활한 도적 장길산이 해서 지역에 출몰했다. 그는 본래 창우(광대)로서 곤두박질을 잘하는 자로 용맹스럽고 민첩하기가 비상했다. ...(이하 중략)... 병사를 출동시켜 요로를 각각 지키게 하여 밤을 타서 들어가니 도적이 이미 염탐하여 알고 관군을 맞아 더러운 욕을 하더니 마침내 도망하여 자취가 없었다. ...(이하 중략)... 끝내 그 마지막이 어찌되었는지는 알지 못한다. | ” |

성호사설에 실린 글이다. 성호는 지배층의 부패와 민생을 등한시하는 헛된 명분 뿐인 도덕론을 비판했다. 그러나 이익 역시 지배층에 속한 사람이라 장길산을 그저 도적의 괴수로 밖에 여기지 않았다.

#### 병세와 불행한 가정사
아들 이맹휴(李孟休)가 과거에 급제하여 예조정랑, 만경현감을 지냈으나 이잠의 조카라는 이유로 출사에 불이익을 당하는 것을 목격한다. 또한 세월이 지남에 따라 그의 가세는 퇴락해갔으며, 그와 아들 이맹휴(李孟休)의 오랜 병치레로 재산을 소모하였고 가계는 쇠락해져갔다.
64, 65세 무렵부터는 등 왼쪽 부분의 질환이 악화되어갔고, 과거에 급제하여 관료생활을 하던 아들 맹휴가 오랜 병환을 앓다가 70세 무렵 그보다 앞서 사망한다. 또한 1728년 이인좌의 난으로 남인 당원이던 그의 문인, 제자들도 일부 화를 당하기도 했다. 그 동안에 친구들도 잃고, 제자들도 세상을 떠나고, 가산도 탕진되어 그의 만년에는 한 명의 남자 노비 외에는 의지할 곳도, 집도 재산도 없이 헐벗고 굶주리게 되었다.
그런 환경에서도 문하생들이 끊임없이 찾아왔다. 그러나 그는 제자들에게 학비를 받지 않고 가르쳤으며, 신분을 가리지 않고 중인(中人)과 평민 자제들에게도 학문을 가르치고, 글과 글씨, 인간의 도와 만물을 가르쳤다. 신후담은 그의 학통을 계승하여 남인실학자들을 양성해냈고, 안정복은 그의 임종을 지키기도 했다.

#### 학통의 분파
많은 문인 제자들을 길러낸 이익의 문인들은 근기 남인에서도 허목, 윤휴의 문도들과 구별, 독자적으로 성호학파를 형성하였다.
그는 성리학자였지만 청나라의 고증학과 서양의 자연과학적 지식의 영향을 받아 성리학만이 진리라고는 하지 않았다. 그는 중국 밖에도 큰 세상이 있음을 말하였다. 또한 하늘에도 또 다른 세계가 존재할 것이며, 우주와 시간과 공간은 무한하다는 견해를 피력하였다. 또한 그는 기(氣)가 이(理)보다 우선한다는 주기론(主氣論)적인 주장을 펼친다. 이는 남인의 학문보다는 이이 등의 학문에 가까운데, 이이나 조광조는 이와 기를 같은 것으로 보았다는 점과는 다르다. 그는 이와 기가 다르다는 점에서는 남인, 북인의 다른 학자들의 견해와 같았지만 기가 이보다 우월하다고 보아 이들과는 다른 견해를 피력했고, 영남 남인들로부터 배척당하기도 했다. 그의 학문은 천문, 지리, 역사, 제도 등에 이전과는 새로운 인식을 표현하는데, 이는 세계관의 확대와 역사인식의 심화, 전통적인 사대모화관의 탈피라는 의미를 지니고 있다.
이익은 생전에 천주교를 비판적으로 보면서도 부정하지는 않았는데, 성호학파는 다시 천주교 수용 문제로 성호 좌파와 성호 우파로 나뉘게 된다. 서학에 공격적이었던 성호 우파는 서구의 학문만을 수용하자는 입장으로 성리학자로서의 성격도 강하게 갖고 있는 안정복, 신후담과 안정복, 신후담의 문인들, 천주교 수용을 거부했던 이용휴와 채제공의 문도들이다. 서학을 적극적으로 수용하던 이들은 권철신, 권일신, 이승훈, 이벽, 이가환, 정약종, 정약용 형제로 이어졌으며 이들은 성호 좌파로 본다. 그러나 정약용은 후일 천주교가 유교 사상을 보완하지 않는다는 점을 간파하고 천주교에 비판적인 입장을 보이므로 성호 우파로도 본다.

#### 생애 후반
영조는 그의 명성을 듣고 영조 3년(1727년) 선공감가감역(繕工監假監役)으로 임명했으나 사은한 뒤 관직을 사퇴하고 저술에 힘쓰는 한편 서학 사상에도 깊은 관심을 가지고 《천문략(天文略)》, 《천주실의(天主實義)》, 《주제군징(主劑軍徵)》, 《칠극(七克)》, 《진도자증(眞道自證)》 등을 연구하였다.
1728년 이인좌의 난으로 남인들이 대량으로 희생되면서 그의 문인들도 일부 희생되었다. 1729년 47세 때 나라에서 그의 학문과 덕행(德行)을 듣고 몇 차례 벼슬을 내리고자 불렸으나, 한번도 이에 응하지 않고 성포동에서 농사지으며 학문에만 정진하였으니, 그가 주장한 ‘사농합일(士農合一), '선비는 농사로서 생계를 유지해야 한다.'는 유교의 이론을 직접 실천하였다. 그 뒤 우로예전에 따라 노인직으로 첨지중추부사(僉知中樞府事)에 임명되었다. 60대 이후 등과 가슴에 악성 종기가 심해져서 고통받았다. 만년에는 아들을 일찍 여의고 칩거하였으며, 70대 후반에 들어서는 풍 비슷한 질환으로 반신불수가 되어 거동할 수 없게 되었다.
1751년 병으로 누워 있으면서 강세황에게 도산서원을 그리도록 특별히 부탁하였다. 강세황은 도산서원도를 그렸는데, 이때 이익이 병으로 누워 있으면서 자신에게 도산서원을 그리도록 특별히 부탁하였다는 것과 자신의 소감, 현지답사 내용 및 제작시기 등을 비교적 자세히 적고 있다. 그는 도산서원도를 애장품으로 하여 머리맡에 두고 보았다. 그는 평생 주자-이황-허목으로 이어지는 학통을 학문의 정통으로 확신하였다.
1763년(영조 39년) 11월 병상에 누웠다가 1개월만인 12월 17일에 정침에서 사망하니 당시 그의 나이 향년 83세였다. 첨지중추부사로 죽은 후 조정에서는 증직으로 자헌대부 이조판서(資憲大夫 吏曹判書)를 추증하여 생전의 공로를 추모하였다.

### 사후
경기도 안산군(현 안산시 상록구 일동 555)에 두 부인 고령신씨, 사천목씨와 함께 합장되었다. 묘갈명은 정조 때 우의정 채제공이 썼다. 정조 때 남인이 다시 정계에 진출하게 되면서 왕명으로 그의 저서들이 재간행되기도 했다. 그의 제자들 중 한 명인 순암 안정복은 1772년부터 세손시강원에 근무하며 왕세손이던 정조를 가르쳤다.
그러나 1801년 정조 사후 그의 학파에서 배출된 이가환, 권철신, 정약용 일가 등이 서학도로 몰려 숙청되어 화를 입는다. 이후 그의 학문은 금기시되다가 고종 때 흥선대원군 집권 이후에 와서야 조명 받기 시작하였다.
그의 묘소는 직계 후손이 없어 방치되었으나 1967년 5월 성호이익추모회에 의해 묘소가 정비되고 묘비와 향로석·망주석 등이 새로이 세워졌다. 그 뒤 성호이익기념관이 건립되었다. 묘소는 1977년 10월 13일 경기도기념물 제40호로 지정되었다.

## 학문 및 사상

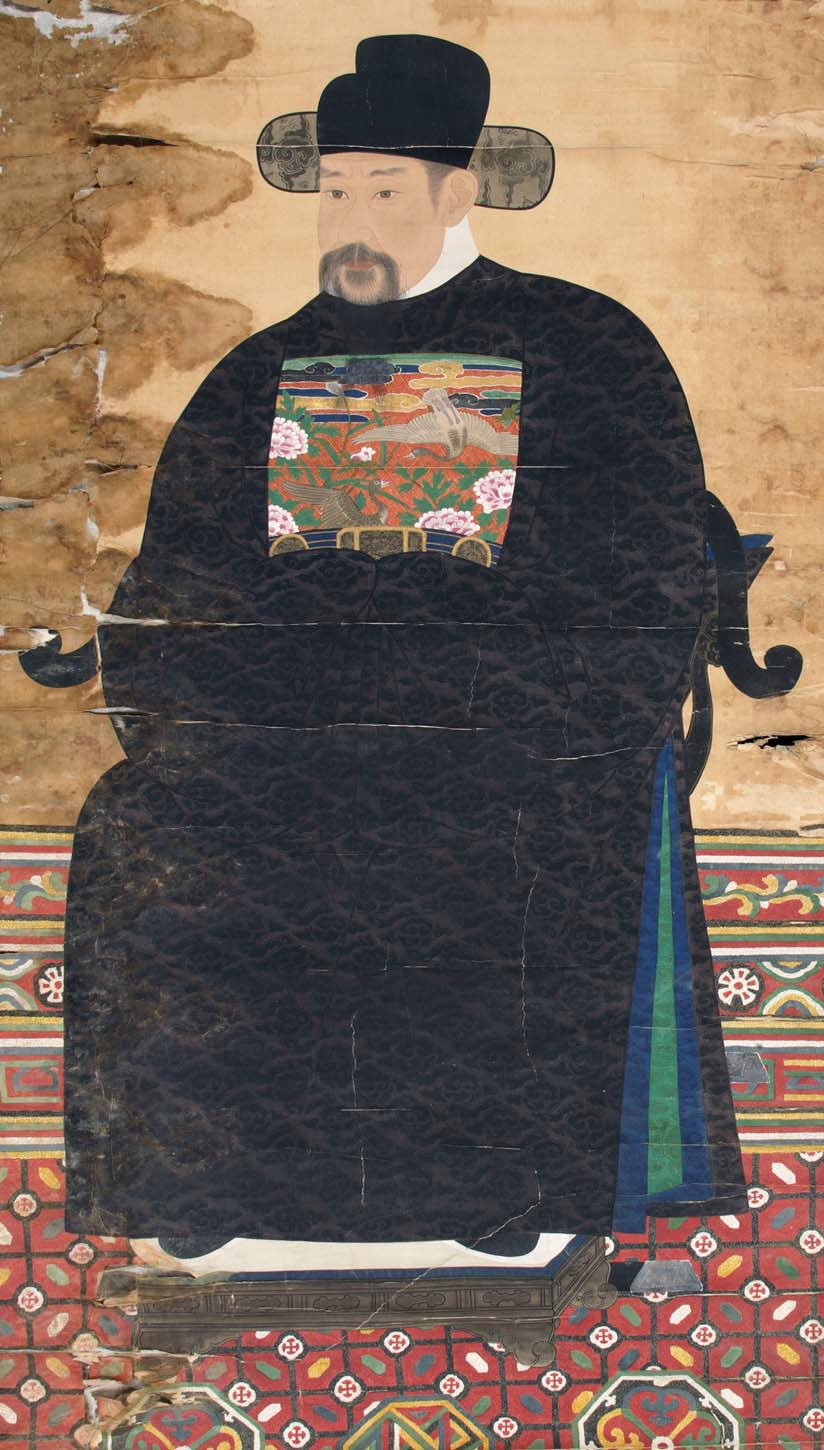
백호 윤휴
그의 사상적 뿌리는 윤휴, 허목을 통해 이황, 정구, 조식 등에게로 거슬러 올라간다.

이익의 사상은 이황과 조식, 서경덕의 학통에 뿌리를 두며 한강 정구와 허목, 윤휴, 윤선도, 홍우원, 이서우, 이하진, 이잠 등의 사상을 계승, 집대성하여 남인 성리학과 남인 실학파의 근간이 되었다. 그의 제자들 중 남인 성리학자와 남인 실학자가 분리되었으며, 주로 근기남인을 형성하게 된다.
또한 그의 제자들 대에서 공서파와 신서파로 나뉘게 된다. 그러나 근기 남인이 정조 사후 천주교 문제로 몰락하게 되면서 흥선대원군 집권 전까지 빛을 보지 못하였다.

### 경세관
그는 평생 관직에 뜻을 두지 않고 광주 첨성리(瞻星里) (현 안산시 일동)에 머물러 학문을 연마하였는데, 항상 국가 부흥을 위한 자기의 이상과 포부를 저술하여 불교와 세유(世儒)의 실용적이지 못한 학풍을 배격하고 실증적(實證的)인 사상을 확립시켰다는 평가를 받는다. 그는 사농합일(士農合-)을 주장했고 아울러 과거제도의 재검토를 제시했다.
중농주의 계열의 실학자로서 이익은 농업 중심의 자급자족에 국가 및 개인 경제의 목표가 있다고 여겼고, 토지의 고른 분배를 강조하면서 토지 경작을 기본적인 경제 정책으로 삼고 중국의 정전제(井田制)를 바탕으로 한 한전법(限田法)의 시행을 제창하였다. 그런 한편으로 상품화폐 경제의 발달이나 재산 증식 행위를 크나큰 죄악으로 생각했는데, 특히 화폐나 시장을 부정적으로 생각해 아예 화폐 사용을 중지하자는 폐전론(廢錢論)을 주장하기도 했다.
여러 차례 그에게 관직에 출사하라는 조정의 여론과 인물난을 겪고 있던 남인붕당의 청이 있었음에도 관직에 뜻을 두지 않고 향리에서 학문 연구와 제자 양성에 힘을 쏟았다. 또한 청나라로 파견되는 사신들이 있으면 지인들을 통해 사절을 만나 청나라와 외국의 진귀한 물건들을 입수하기도 하였다.

### 학문의 교조화에 대한 비판
그는 조선 후기 이후로 학문이 지나치게 교조화되었다고 비판하였다. 사서육경에 대한 학자들 개인의 학문적인 견해를 표출하는 것이 금기시되었다며 비판한 것이다. 그는 '경전주해'에 대하여 송시열 이후의 유학자들이 취한 태도에 대해 지나치게 교조적이며 자유로운 해석을 못하게 막는 것을 지적했고, 자신의 저서 성호사설에도 이를 언급하였다.
| “ | 경서 읽기는 실로 어렵다. 주자 이후에 주해가 갖추어진 것이 중용과 대학보다 나은 것이 없는데, 그 중에서 주해가 틀리는 것이 있어도 고금이 모든 유학자들이 이것을 찾아내지 못하면서 다만 옛날 주해의 오류를 지적하거나 의심하면 망해(妄解)로 하고 다른 서적과 비교하여 고증을 하면 죄과로 돌린다. 이런 버릇이 있으니 우리나라 학문이 뒤떨어짐을 면할 수 없다. | ” |

경전과 경서를 절대적으로 해석할 것이 아니라 오류가 있으면 찾아서 지적하고 수정하거나, 경전을 자유롭게 해석할 수 있어야 된다고 역설했다.

### 이기론과 철학
그는 허목의 견해를 계승하여 이와 기는 따로 분리될 수 없다는 견해를 내세웠다. 이는 남인, 북인 학파에서 통상 주장해왔던 이기이원론과는 다소 달랐다. 그는 세계를 대할 때 관념적이거나 주관적으로 보지 않고, 객관적이며 경험론적으로 인식하고 있었다. 우주(宇宙)와 천지(天地)는 어떻게 다르며, 우주와 기(氣)는 어떤 관련이 있는지의 문제에 의문을 가지고, 철학적 사유를 통해 물질 존재의 객관적 형식으로써의 전체 ‘우주’ 즉 공간·시간은 무한하다는 과학적 인식에 도달할 수 있었다. 서양의 자연과학적 지식에 영향 받은 성호는 이(理)를 본체로 중요시하는 성리학적 자연관에 대한 비판을 통해, 현상인 기(氣)가 본질인 이(理)보다 우선하는 현실주의적 가치관에 의한 기(氣)중심적인 이기론(理氣論)을 전개하였다.
성호는 삶을 중심으로 한 이기(理氣)와의 관계와 경학(經學)을 근거로 하여 인간의 본성에 대한 문제를 재해석하였다. 성호의 인간관은 삶을 바탕으로 한 현실적 인간을 중시하여, 기혈적(氣血的) 존재로서의 육체적 인간을 강조하였다. 성호는 실존적 본성을 재발견하고 인간의 마음의 역할과 감정의 근원을 살펴서, 소외된 사람들에 대한 인간애의 실천을 위한 사회 개혁 사상을 주장하였다.
그는 또 서양과학 중 특히 천문학의 영향을 받아 자연과 인간을 독립된 존재로 인식하는 한편, 실증적 방법론에 의한 경세치용적인 경학 연구로 사회전반의 개혁안을 제시할 수 있었다. 성호는 우주의 운행질서와 태양·지구·달 등에 관해 기존의 동양 천문학에서 알지 못했던 여러 가지 과학적 지식을 적극적으로 수용하여, 방대한 저서를 통해 소개했으며, 세계관에 대한 새로운 인식을 가지게 되었다.
또, 그는 경전해석에 있어서도 틀에 얽매이지 않았다. 경전에 대한 자유로운 해석은 허목, 윤휴로부터 내려오던 전통으로, 허목과 윤휴가 몰락한 뒤에도 그들의 자유로운 경서 해석론을 계승, 이어나갔다. 경전해석에 있어 기존 학설에 대한 전면적 재검토를 시도하여, 성리학과 예학을 현실적·체계적으로 정리, 그 대안을 제시하였고, 이를 통해 학자들로 하여금 정치·경제·사회적 현실을 직시케 했다.

### 생명의 위계질서론
그는 살고자 하는 것이 모든 생명의 공통점이라 규정했다. 그러나 생명 사이에도 위계서열이 있다는 논리를 피력하였다.
성호 이익은 <성호사설>의 ‘식육’이란 글에서 이렇게 말한다. “백성은 나의 동포이고 만물은 나와 동류다.”라는 것이다. 그는 '인간과 만물(동물과 식물)은 동일한 속성을 갖는다'고 봤는데, 그 동일한 속성이란 생명이다. 다만 그 생명의 위계는 있다. 곧 인간-동물-식물의 위계다. 위계의 논리는 이렇다. “초목은 지각이 없어 혈육을 가진 동물과 구별되기에 그것을 취하여 살아갈 수단으로 삼는다. 그러나 날짐승ㆍ길짐승은 살기를 좋아하고 죽기를 싫어하는 의지를 갖는다는 점에서 사람과 동일하다. 어떻게 차마 해칠 수가 있단 말인가?”라며 동물 학대와 사냥을 비판하기도 했다. 그럼에도 인간이 동물보다 본질적으로 우월하다는 생각은 고수하였다.

### 당쟁과 양반 비판
그는 역사학에도 해박하여 역사 서술의 태도에서도 종래의 방법을 버리고 비판적·고증적(考證的)인 파악을 중요하게 여겼으며, 당쟁에 대해서도 상당히 비판적이었다. 그에 의하면 당쟁의 폐단은 서로 다른 이해관계의 투쟁에서 일어나는 것으로, 불필요한 학문으로 지식인들이 대량생산되고, 양반이 실제적인 생업에 종사하지 않고 관직을 얻음으로써 재산을 얻을 수 있기에, 직관과 산관을 포함하더라도 한정된 직제(職制)에 비해 너무 많은 수의 관리가 배출되므로 자연히 당파 싸움이 생긴다고 하였다. 이것을 타개하기 위하여 그는 양반 계급도 생업(生業)에 종사할 것과 양반에게도 세금을 부과할 것과 과거 제도의 잡다한 점을 없애고 관리 승진에서 신중을 기할 것을 주장하였다.
성호 이익은 당쟁으로 편이 갈라지는 이유를 이해 타산 때문이라고 꼬집었다. 그에 의하면 "무릇 이(利)가 하나인데 사람이 둘이면 당(黨)이 둘이 되고, 이가 하나인데 사람이 넷이면 당이 넷이 되는 것이니, 이가 고정되어 있고 사람만 많아지면 십붕팔당(十朋八黨)으로 가지가 많아지는 법이다."라는 것이다.
그의 사상은 제자 안정복·이가환(李家煥)·이중환·윤동규(尹東奎)·신후담(愼後聃)·권철신(權哲身) 등과 남인학자인 채제공 등에 의하여 연구 계승되었고 이는 정약용과 이현일에게로 계승되었다.

### 여성 교육에 대한 비판
그러나 그는 임진왜란과 정유재란, 병자호란과 정묘호란을 거치면서 여자의 권리 상승에 대해 부정적인 시각을 피력했다. 특히 일부 사대부가와 중인층에서 딸에게 글공부를 가르치는 것을 잘못이라 생각하였다. 여자들에게도 글공부와 학문을 가르치는 조선 후기의 풍조를 그는 부정적으로 바라봤다.
그는 '여자는 열심히 일하고 검소해야 하며, 남녀칠세부동석(男女七歲不同席)을 지켜야 한다. 고 했다. 독서나 강의는 남자가 할 일이지 여자가 할 일이 아니다. 여자들은 아침상을 준비하고, 제사상에 올릴 음식을 장면하고 길쌈도 해야 하는데 언제 책을 읽을 시간이 있겠는가? 그리고 학식이 있다 하는 부인들을 보면 배운 것을 제대로 실행하지 못하고 오히려 나쁜 짓들만 할 뿐이다. 부녀자들에게 길쌈을 가르치지 않고 공부를 시키는 것은 잘못된 일이다.'라는 것이다. 그는 여성 교육에 대해 상당히 부정적인 시각을 가졌다. 여성에 대한 지나친 교육은 살림과 가사를 돌보는데 방해가 된다는 것이 그의 지론이었다.
"글을 읽고 의리를 강론하는 것은 남자가 할 일이다. 부인에게는 계절과 절기에 맞추어 아침저녁으로 의복과 음식을 준비하고 제사와 손님을 받드는 일이 있으니 어느 사이에 책을 읽을 수 있겠는가? 가끔 고금의 역사에 통달하고 예를 논하는 부인이 있기도 하나 실천은 하지도 못하는 경우가 대부분이라 도리어 해악만 부를 뿐이다." 「부녀자가 알아야 할 것」 성호사설 16권
또 그는 '남녀칠세부동석(男女七歲不同席)을 지켜야 한다.'고 하여 남녀간의 자유로운 연애 역시 통제해야 된다며 비판하였다.

### 여성 화장에 대한 비판
그는 여성이 화장을 하거나, 심하게 꾸미는 것이나 결혼식날 모여서 수다떠는 것도 못마땅하게 생각하였다. '혼례를 올리는 날에 사람들이 모여서 소란 피우는 풍습은 좋지 못하다. 부녀자들은 왜 아름답게 화장하여 남의 눈에 띄려고 하는지 모르겠다. 화장한 여자 얼굴을 쳐다보는 사람들이 모두 점잖은게 아니다. 평생 남편이나 모시면 될 일이지 대체 무엇 때문에 남들에게 예쁘게 치장한 모습을 보이려 하는가. 이는 엄하게 타일러야 된다'는 것이다. 여성들이 필요 이상으로 화려하게 꾸미는 것을 부정적으로 규정하였다.

### 이혼 옹호론
그는 이혼 역시 적극적으로 옹호하였다. 부인을 집에서 쉽게 쫓아내는 것 역시 지극히 당연하게 여겼다.
'이혼에는 적잖은 폐해가 따른다지만 이혼법이 없다 하여 문란한 여자를 그대로 내버려 둘 수는 없다. 법이 없다고 해서 불효자를 벌주지 않는단 말인가? 이혼법이 없는 것은 죄 없는 자가 쫓겨나는 것을 막기 위함이지, 죄 지은 여자를 쫓아낼 수 없다는 것은 결코 아니다. 만일 그럴 경우 아이들 교육에 엄청난지장을 줄 것'이란 게 이혼 옹호의 이유였다. 그는 또 '요즘 풍속이 변하여 집안에서 부인들의 권세가 대단해졌다'며 가정에서 여자들의 힘이 강해진 것 역시 부정적으로 봤다.
'요즘 풍속이 변하여 집안에서 부인들의 권세가 대단해졌다고 해도 죄 는 아녀자를 쫓아낼 수 없다면 대관절 어찌하겠다는 말인가? 여자들이 갖가지 잘못을 저질러도 도저히 다스릴 수 없는 지경에 이르렀다. 성인들이 예법을 정하실 때에 부녀자들에 대해 아무런 생각도 없이 칠거지악(七去之惡)을 만들었겠는가? 도적 잡는 것을 예로 들어 보자. 법을 함부로 적용함으로써 죄없는 양민들에게 피해를 줄 수 있다 하여 도적 잡는 일을 금한다는 것은 말이 되지 않는다. 법이 없다 해서 이혼을 금하는 것은 이해할 수 없는 일이다.'라며 이혼, 출처의 당위성을 역설하였다.
비록 이혼법을 만들자는 견해까지 나가지는 않았지만, 이혼법이 없다는 이유로 아내를 내쫓거나 이혼하지 못하도록 사회에서 억압하는 것은 잘못이라고 주장했다.

### 실증주의 사물론과 탈중화주의
성호는 중국의 청대(淸代) 고증학과 서구의 과학기술을 받아들이면서, 자구(字句)에 대한 교감·문자학과 음운학·훈고· 추론 고증의 방법에 의해, 경전을 연구하는 실용주의적 경학(經學)을 추구하였다. 성호는 현실생활을 도외시한 공허한 관념의 유희만을 즐기는 당시의 학문풍토를 비판하고, 하나의 경전이라도 능통하여 실생활에 유익하게 쓰일 수 있는 경세치용적(經世致用的)인 경학을 주장하였다.
그는 조선이 중국의 속국은 아니며 자주적인 학문 연구, 자주적인 세계관을 구축해야 함을 역설하였다. 그는 선입견에 의하지 않고 실제의 사실에서 옳은 것을 추구하였는데, 학문에 있어서 실증적 사유는 천문·지리·역사· 제도 등의 각 분야에서 새로운 인식을 낳게 되었던 것이다. 당시 우리 나라에 소개되기 시작한 서학(酉學)은 성호에게도 일정한 영향을 주었는데, 세계관의 확대와 역사 의식의 심화, 전통적 중화관(中華觀)의 탈피를 해가게 된다.

### 중농주의 정책
그는 모든 사물의 근원은 농업이라 생각했다. 그는 농업을 기본산업으로 하여, 근검과 절약을 강조하는 절제를 바탕으로 상업을 억제하고 돈의 유통을 막고, 백성을 편안히 살도록 제도를 고쳐야 한다는 것을 주장하였다. 성호는 고향인 안산(安山)의 농촌에서 일생동안 농민들과 지내면서 농촌사회의 경제적 몰락을 실지로 체험하였다. 그에 따라 그는 양반들에게도 직접 농사를 짓고, 생산을 할 것을 강조하였다.
지배층의 가혹한 수탈과 상업(商業)·고리대자본(高利貸資本)으로 비농민(非農民)의 농지 소유가 늘어나는 반면, 농민들이 토지로부터 이탈되자, 적은 농사를 짓는 농민을 구제하는 토지 제도로 한 가구당 오늘날의 1,500평에 해당하는 50묘 정도의 영업전(永業田)을 한정하여 기본적 삶을 꾸려나갈 수 있는 ‘한전론’을 제시하였다.

### 민족 주체성
그의 다채로운 학풍은 대표적 저서 <성호사설(星湖僿說)>에 잘 나타나 있는 바 이 책에는 <논속사론(論束史論)>이 있어 그의 역사관을 엿볼 수 있다. 여기에서 역사란 용이한 것이 아니어서 어떤 사실의 진가(眞假)를 판별하는 인식은 어렵다고 하였다. 특히 과거의 일을 후일에 와서, 더구나 타(他)지역의 작사자(作史者)가 함부로 서술할 수는 없다고 하였다. 따라서 역사를 서술하는 사람에게 억측이나 요량은 금물이며 그것으로 악을 숨겨서도 안 된다고 했다. 성호는 또한 역사에 있어서 실증적인 점을 중시했으며, 문헌 취급에 있어서는 비판적이어야 한다고 했다. 그의 이러한 태도는 단군신화에 대한 비판에서도 잘 나타나 있다. 성호는 과거의 역사 서술이 선악 한 편에만 서 있다고 지적, 권선과 징악을 동시에 보아야 한다고 했다. 그는 또 역사적 계기는 역사적 시간성 즉 역사적 현실의 추세 속에서 발견해야 하며, 이러한 역사적 현실의 파악에는 필연적으로 그렇게 될 수 밖에 없었던 사회적·객관적 추세가 선행되어야 한다고 했다.
그는 ‘자아(自我)’의 자각을 통해 민족의 주체성을 밝히고자 하였다. 중국을 세계의 중심에 놓는 중화주의를 배척하여, 중국이 유일한 천자(天子)의 나라가 될 수 없으며, 서양의 각국이 각기 군주가 있어 자기 역내(域內)를 통치하고 있으므로, 각 국가의 독립적인 주권이 존중되어야 한다고 하였다. 이는 허목 이후 나타난 남인학파의 탈중화주의 사상의 연장이기도 했다.
성호는 “하(夏 : 中華)를 귀하게 여기고 이(夷)를 천하게 보는 것은 옳지 않다.”“동국(東國)은 다름 아닌 동국일 뿐이다 (東國自東國), 우리 역사는 중국의 역사와 다르다.” 라고 주장하여 소중화(小中華) 의식에서 벗어나 민족적 자아를 발견하고,우리의 역사를 자주적으로 재인식, 새로운 역사적 안목을 지니게 되었다. 변화하는 국제정세 속에서 일본에 대한 인식도 전통적인 화이적 명분론이나 감정적 차원의 대응에서 벗어나, 세계 여러나라가 더불어 사는 상호간의 교린 (交隣) 체제의 강화를 주장하였다. 그는 또한 올바른 역사 이해와 서술에 깊은 관심을 보였다. 객관적 사실을 알기 위해서는 한 두 가지 사서(史書)에 의존하지 말고, 여러 서적을 상호 비교해 보아야 한다고 주장하였다. 사료에 대한 문헌비판과 논리적 추론을 통해 역사적 사실을 도덕적 해석으로부터 독립시켜, 역사에 대한 과학적이고 객관적인 인식방법을 제시하고자 노력하였다.
이익은 우리 나라 역사에 계통을 세워 재구성하기 위해 삼한(三韓)에 정통을 두는 ‘삼한정통론’을 강조하였다. 삼한은 마한, 진한, 변한을 말하는 것이다. 이는 기자조선을 민족사의 시원으로 간주하고 기자조선→신라를 거쳐서 고려, 조선으로 정통이 이어진다는 서인노론계 사상과는 정면 배치되었다.
단군이 처음 우리 나라를 일으켰고, 그 후 기자조선이 계승하여 남쪽으로 옮겨 마한(馬韓)이란 나라를 연장해 왔기 때문에, 우리 나라 역사의 정통은 단군조선→기자조선→마한으로 이어진다고 주장하였다. 단군조선에서 비롯한 우리나라 역사의 변천과정 속에 하나의 계통을 찾아내려는 성호는 한사군(漢四郡)의 설치로 역사가 중단된 듯이 여겨졌던 공백기간에, 마한으로 나라가 이어진 계통을 발견하고 그것을 정통으로 내세우게 되었던 것이다.
그의 정통론은 중국사가와 같이 자기 소속 왕조에 대한 의리에 그치는 것이 아니라, 역사 파악에 있어 체계성을 위한 것이었고 한 걸음 나아가 중국의 정통사상 [천자사상]을 극복하게 되었다. 성호에서 비롯한 이 정통론은 안정복·정약용으로 계승 심화되었는데, 순암 안정복은 『동사강목』을 통해 역사를 보다 체계적으로 파악하였고, 다산 정약용에 와서는 현실론적 주장으로 중화주의(中華主義)의 절대성의 잔재가 일소되었으며, 나아가 현실성에 입각한 역사이해를 가능케 했다. 그의 삼한 정통론은 민족사적 정통성을 보다 강화하였으며, 그의 후계자이자 수제자인 안정복은 발해를 우리 역사로 간주하였고, 이후 단군조선-기자조선-부여-고구려-발해로 이어지는 새로운 역사관의 모태가 되었다.
그의 이전의 남인, 북인의 학자들은 중화주의 사상에서 벗어나지 못했지만 그는 중국 중심의 사고방식에서 벗어남으로서 이전의 남인, 북인 학자들과는 다른 차별성을 두게 된다.

### 천주교에 대한 시각
18세기 전반에 이익이 천주실의의 발문을 쓰며 관심을 표명한 이후, 이익의 제자들이 본격적으로 논의하기에 이르렀다. 그러나 이익은 천주교의 중심 교리에 대해서는 비판적이어도 부분적으로 취할 점도 있다고 본 데 반해, 신후담과 안정복 등 공서파(功西派)는 천주교에 대해 좀더 철저한 비판적 태도를 취했다. 마테오 리치가 보이는 보유론은 유교인을 끌어들여 결국은 유교의 정신을 부정하게 만들려는 포교 정책에 지나지 않는다고 판단했기 때문이며, 신후담은 이를 다음과 같이 표현했다.
| “ | 서학은 우리의 도(道)에 대해 겉으로는 돕는 척하고는 속으로는 배척한 것이다. | ” |

신후담은 서학을 사학(邪學)이라고 단정하고 유학(儒學)을 옹호하였다. 지각(知覺)의 기(氣)와 추상적인 형태의 형기(形氣)의 기는 같지 않으며, 기수(氣隨)의 기는 심(心)에 속하고 기발(氣發)의 기는 형기에 속한다고 하였다. 또 공리(公理)상의 칠정(七情)·인심(人心)도 역시 도심(道心)이라는 공희노리발설(公喜怒理發說)을 주장하였다. 신후담의 이 설은 이익의 조카인 이병휴(李秉休)가 믿고 따랐는데, 이 때문에 윤동규(尹東奎)와 이병휴 사이에 20여 년 간의 쟁변(爭辨)이 있었고, 이병휴와 신서파 사이에서 갈등이 벌어지기도 했다.
이익은 천주교에는 다소 유화적인 자세를 취하였다. 천주교의 중심 교리인 원죄설, 천당지옥설, 처녀잉태설, 신 강림설, 예수부활설 등에 대해서는 이익이나 신후담이나 안정복이 모두 비판적이었다. 그럼에도 불구하고 이익은 천주교로부터배울 것이 있다고 보며 이단에 대해서 허용적이고 호의적이었던 데 반해, 천주교를 공부한 신후담이나 안정복은 천주교에 대해 극히 비판적이었던 까닭은 무엇일까? 이는 종교와 정치의 관련성에 대한 관념이 서로 달랐기 때문이라고 본다.'는 것이다. 한우근은 천주교에 대한 이익의 허용적 입장을 다음과 같이 설명한다. "그러한 입장은 현실적으로 국민의 생활이 ...... 극도의 곤궁에 달하게 되는 그 이유가 정치의 잘못에 있는 것이지 이단의 폐해 때문은 아니라"고 보았다는 것이다. 이에 반해 신후담과 안정복은 철학이나 종교가 갖는 정치적 함의를 제대로 간파한 것이라고 볼 수 있다.
그의 문인들의 대에 남인은 다시 안정복, 신후담, 이헌경 등의 공서파와 권일신, 이가환 등의 신서파로 나뉘게 된다.

### 사냥 남발과 육식에 대한 비판
그는 동물에게도 생명이 있으므로 함부로 죽여서는 안 된다고 봤다. 그러나 인간이 부득이한 경우 동물을 죽일 수는 있다고 봤다. "만물은 사람을 위해 생겨난 것이다. 따라서 당연히 사람에게 잡아먹히는 것이다."는 이 이기적 인간중심주의를 반박하기 위해 성호는 "좋다. 이는 사람의 피를 빨아 먹고 산다. 그렇다면 사람이 이를 위해 생겨났다는 말이냐?"라고 반박한다 생명주의자이지만 대책 없는 생명주의자는 아니기에 동물의 생명을 취할 수 있다는 것이다. '동물 중에서 사람을 해치는 동물은 이치상 마땅히 잡아 죽일 수 있다. 또 사람이 기르는 가축들은 사람에 의해 길러졌으니, 사람에게 그 생명을 내줄 수도 있을 것이다'라고 하여 일단 육식, 도살을 인정하였다.
| “ | 육식은 군자로서도 부득이한 일이니, 또한 마땅히 부득이한 심정으로 먹어야 할 뿐이다. 만약 욕망을 한없이 채우려고 거리낌 없이 살생을 저지른다면, 약육강식의 논리를 면하지 못할 것이다. | ” |

인간의 생명을 해치는 동물은 잡거나 죽일 수 있는 것은 일단 당연하다고 봤다. 또 사람이 키우는 동물, 곧 가축은 본디 먹기 위해 키운 것이니 사람이 그 생명을 취할 수 있다. 역시 당연하다. 그러나 이것이 동물의 생명을 제한 없이 취해야 한다는 주장은 아니다.
사냥, 밀렵의 남발에 대해서도 지적하였다. '그래, 가축은 그렇다 하자. 하지만 저 산에서, 물에서 절로 나고 절로 자란 것들이 모두 사냥과 고기잡이의 대상이 되는 것은 또 무슨 이유에서인가?' 가축이 아닌 자연 속에 나고 자라는 동물의 생명을 인간이 무슨 권리로 빼앗느냐는 물음이다. 다시 말해 사냥과 어업은 과연 정당한 행위인가라는 질문이다.

### 도적에 대한 비판
그는 당시 의적으로 여겨지던 홍길동, 임꺽정, 전우치, 장길산에 대해 사회에 해악을 끼치는 존재들로 확신하였다. 특히 그는 장길산에 대한 내용을 기록으로 남겨 후대에 전하였다.
| “ | 숙종 연간에 교활한 도적 장길산이 해서지역에 출몰하였다. 길산은 본래 창우(倡優·광대)로서 곤두박질을 잘하는 자로서 용맹스럽고 민첩하고 비상하였다. 그리하여 마침내 도적들의 우두머리가 되었다. 조정에서는 이를 근심하여 신엽을 감사로 삼아 체포하려 하였으나 잡지 못하였다. …그 후 병자년(1696년) 역적의 공초에 그 이름이 또 나왔으나 끝내 잡지 못하였다. | ” |

장길산에 관한 기사를 담고 있는 자료로 현재까지 알려진 것은 ‘숙종실록’, ‘추안급국안’, ‘성호사설’ 세 자료뿐이다. 전자의 두 자료가 국가에서 도적 장길산의 체포를 독려하기 위해 쓰인 점을 감안하면 ‘성호사설’의 기록은 이례적이다. 그만큼 이익은 현실 사회 문제에 민감하였다.
'성호사설'에서 장길산을 임꺽정과 함께 조선의 대표적 도적의 괴수로 단호하게 확신하였다. 그는 장길산의 출신성분에 대해 그가 원래 광대 출신이라는 설을 기록해두기도 했다.

### 신분제 타파 주장
그는 가혹한 노비제와 서얼차별의 사회상을 비판하였다. 천인도 과거에 응시하게 하여, 다양한 인재를 등용시키고, 노비의 수를 줄여 양인(良人)이 늘어나면 국가의 조세와 부역 또한 많아져 국가의 재정이 확대될 수 있다고 하였다.

### 허례허식에 대한 비판
그는 검소하고 간소한 생활의 예를 강조하여 사리의 분별과 겸손하고 근검 절약하는 예(禮)와 형식에 치우치지 않고 분수에 맞는 예식을 치르도록 주장하였다.

### 학맥
그는 실학자이면서도 저명한 남인계 성리학자이기도 했다. 그의 학맥은 이황, 서경덕에서 비롯되고, 정구와 여헌 장현광을 거쳐 허목, 윤휴, 유형원, 이서우 등에게로 이어졌고, 다시 그의 학풍은 안정복, 신후담, 권철신, 권일신, 윤동규, 이중환, 채제공, 이가환, 정약용, 이현일 등으로 이어진다.
그는 이황, 정구, 허목, 윤휴, 유형원 등의 학문을 계승하였으나 수많은 제자를 양성하였고, 독자적으로 성호 학파라는 새로운 학파를 창시하였다.

## 인물평
농촌에 은거하면서 이익은 직접 양봉도 하고, 닭을 기르면서 무실(務實)의 중요성을 체험했다. 조카인 이병휴에게 편지를 보내어 "너는 이미 실학에 종사하고 있으니, 마땅히 실무에 뜻을 두고 헛된 일을 하지 마라."고 충고하기도 했고, 고을 수령으로 있던 조카가 그의 어려운 형편을 듣고 고기를 보내주자 그 고기를 돌려보내면서 "이런 것은 열의 아홉은 농민의 고혈에서 나온 것인데 내가 어떻게 받을 수 있겠느냐. 풀뿌리로도 배고픔은 이길 수 있지만 고기는 필경 토해낼 것 같아서 그냥 돌려보낸다."라며 수령으로서의 자세에 대해 훈계하기도 힌다. 정조 때의 학자이자 재상이었던 채제공은 "내가 일찍이 경기 감사로 있으면서 첨성리의 선생 댁을 찾아뵈었는데, 처마가 낮은 왜소한 집에 정좌해 계시는 선생의 모습은 눈빛이 날카로워 사람을 꿰뚫는 것 같았다... 경전을 논하는 데에 고금을 두루 통하였고 그 전에는 듣지 못했던 것도 들을 수 있었다."며 그의 꼿꼿한 모습과 해박한 지식에 대해 증언하고 있다.

## 주요 저서
- 《성호사설》(星湖僿說): 1720년대부터 독서 잡기 및 흥미로운 사실을 기록한 것을 문중 조카들이 정리하여 1760년경 완성한 백과사전이다.
- 《성호문집》(星湖文集): 27책의 퇴로본과 26책의 서포본 두 종류가 있으며, 시, 부, 서, 잡서, 서, 기, 제발, 제문 등 방대한 내용이 실려 있다.
- 《이자수어》(李子粹語): 이자는 퇴계에 대한 존칭이며, 수어는 순수한 말씀이라는 뜻으로, 퇴계 이황과 그 제자들의 글 중에서 학문과 인격수양에 긴요한 글을 가려서 종류별로 엮은 책이다.
- 《성호질서》(星湖疾書): 질서란 빨리 쓴 글이라는 뜻이다. 경학에 대한 비판적이고 고증학적인 연구들이 담겨 있다.
- 《곽우록》(藿憂錄): 곽우란 벼슬을 하지 않는 사람을 뜻하는데 이는 곧 이익 자신을 의미하기도 한다. 인재양성과 관료선발, 법제개혁 및 통치일반론, 재정과 화폐문제, 토지소유문제, 국방 등 방대한 분야의 다양한 내용의 글들이 실려있다.
- 《사질유편》
- 《예설유편》
- 《관물편》
- 《백언해》
- 《사서삼경》

## 관련 유적지
- 이익선생묘

경기도 안산시 상록구 일동 555번지에 위치한다. 묘실과 재실, 사당, 안내판 등이 있고, 경기도 기념물 제 40호이다.

## 가족 관계
- 증조부 : 이상의(李尙毅)
  - 조부 : 이지안
    - 아버지 : 이하진(李夏鎭)
    - 어머니 : 용인 이씨, 이후산(李後山)의 딸
      - 형 : 이해(1647 - 1673, 호는 청운)
        - 조카 : 이광휴(李光休, 1693 - 1761, 사후 입양된 양자로 넷째 형 이서의 아들이다.), 호는 죽파

      - 형 : 이잠(李潛, 1660 ~ 1706, 호는 섬계)
        - 조카 : 이병휴(李秉休, 1711 - 1777, 사후 입양된 양자로 넷째 형 이서의 아들이다.), 호는 정산

      - 형 : 이서(李漵, 1662 - 1723, 호는 옥동)
        - 조카 : 이원휴(李元休, 1696 - 1762), 호는 금화

    - 어머니 : 안동권씨(安東權氏), 권대후(權大後)의 딸
      - 형 : 이침(李沈, 1671 - 1713)
        - 조카 : 이광휴(李光休, 백부 해의 양자로 입양)
        - 조카 : 이병휴(李秉休, 계부 잠의 양자로 입양)
        - 조카 : 이용휴(李用休, 1708 - 1782, 호는 혜환) - 이가환의 아버지

      - 부인 : 고령 신씨
      - 부인 : 사천 목씨
        - 아들 : 이맹휴(李孟休, 1713 ~ 1750, 호는 두산(杜山))
          - 손자 : 이구환(李九煥, 1731 - 1784, 호는 가산(可山))

## 기타
이익은 그 자신의 저서 성호사설에서 정도전을 일컬어 '죽을 만한 일을 한 위인'이라며 평가절하했다.

## 같이 보기
- 한국의 유교
- 한국 철학
- 한국의 철학자 목록

## 참고 문헌
- 이 문서에는 다음커뮤니케이션(현 카카오)에서 GFDL 또는 CC-SA 라이선스로 배포한 글로벌 세계대백과사전의 내용을 기초로 작성된 글이 포함되어 있습니다.